# Habrocestum peckhami
Habrocestum peckhami är en spindelart som beskrevs av William Joseph Rainbow 1899. Habrocestum peckhami ingår i släktet Habrocestum och familjen hoppspindlar. Inga underarter finns listade i Catalogue of Life.